# قائمة قرارات مجلس الأمن التابع للأمم المتحدة لعام 1987
تتضمن قائمة قرارات مجلس الأمن التابع للأمم المتحدة لعام 1987 جميع القرارات الصادرة عن مجلس الأمن التابع للأمم المتحدة خلال العام 1987.

## القائمة
| رقم القرار | الرمز           | نص القرار                         | موضوع القرار                            |
| ---------- | --------------- | --------------------------------- | --------------------------------------- |
| 594        | S/RES/594(1987) | نص الوثيقة على موقع الأمم المتحدة | الحالة في لبنان                         |
| 595        | S/RES/595(1987) | نص الوثيقة على موقع الأمم المتحدة | محكمة العدل الدولية (27 مارس)           |
| 596        | S/RES/596(1987) | نص الوثيقة على موقع الأمم المتحدة | قوة الأمم المتحدة لمراقبة فض الاشتباك   |
| 597        | S/RES/597(1987) | نص الوثيقة على موقع الأمم المتحدة | الحالة في قبرص                          |
| 598        | S/RES/598(1987) | نص الوثيقة على موقع الأمم المتحدة | الحالة بين إيران والعراق                |
| 599        | S/RES/599(1987) | نص الوثيقة على موقع الأمم المتحدة | الحالة في لبنان                         |
| 600        | S/RES/600(1987) | نص الوثيقة على موقع الأمم المتحدة | محكمة العدل الدولية (ناورو - 19 أكتوبر) |
| 601        | S/RES/601(1987) | نص الوثيقة على موقع الأمم المتحدة | الحالة في ناميبي                        |
| 602        | S/RES/602(1987) | نص الوثيقة على موقع الأمم المتحدة | الحالة في أنغولا وجنوب أفريقي           |
| 603        | S/RES/603(1987) | نص الوثيقة على موقع الأمم المتحدة | قوة الأمم المتحدة لمراقبة فض الاشتباك   |
| 604        | S/RES/604(1987) | نص الوثيقة على موقع الأمم المتحدة | الحالة في قبرص                          |
| 605        | S/RES/605(1987) | نص الوثيقة على موقع الأمم المتحدة | الحالة في الأراضي العربية المحتلة       |
| 606        | S/RES/606(1987) | نص الوثيقة على موقع الأمم المتحدة | الحالة في أنغولا وجنوب أفريقي           |

## المرجع
1. ↑  "قرارات مجلس الأمن". الأمم المتحدة. مؤرشف من الأصل في 2018-10-23. اطلع عليه بتاريخ 22 شباط / فبراير 2017. {{استشهاد ويب}}: تحقق من التاريخ في: |تاريخ الوصول= (مساعدة)